# ПАСУ
Программно-аппаратная система управления операторской деятельностью в области телерадиовещания (сокращённо «ПАСУ») —— программно-аппаратный комплекс, обеспечивающий управление передачей сигналов средств массовой информации (преимущественно, телевидения и радио) по транслирующей сети цифрового телевидения. ПАСУ является одним из комплексных технических средств, возникших вследствие трансформации СМИ в «средства массовой коммуникации». Последние предполагают СМИ с механизмом обратной связи, то есть наличием формальной возможности влияния или выражения своего мнения со стороны слушателей, зрителей и читателей. 

## Задачи ПАСУ
Комплекс задач, решаемых ПАСУ, складывается под влиянием разнообразных коммерческих, технических и социальных и политических факторов:
- развитие сопутствующих СМИ в качестве дополнительных сервисов цифрового телерадиовещания (телетекст, баннерная реклама)
- социальная потребность во введении в состав услуг и сервисов цифрового телерадиовещания квази-интерактивных сервисов, заключающихся в трансляции адаптированного содержимого Интернет-сайтов и блогов для отображения на экране телевизора; отображение осуществляется программной частью ПАСУ, интегрированной в программное обеспечение ресиверов цифрового телевидения (телевизионный браузер)
- необходимость развития и внедрения новых технологий в системы гражданского оповещения в случае чрезвычайных ситуаций
- коммерческая заинтересованность рекламодателей и участников телевизионного рынка в механизмах изучения общественного мнения
- заинтересованность традиционных телевизионных СМИ в формировании платного коммерческого телевидения, в том числе платного эфирного телевидения

## Примеры функций ПАСУ в эфирном цифровом телерадиовещании
- Организация сопутствующих СМИ: электронный программный гид, телетекст, рассылка групповых и индивидуальных сообщений, организация системы цифровых вывесок на экране телезрителя
- Организация квази-интерактивного канала доступа к содержимому сайтов и блогов с использованием интуитивного интерфейса пользователя (являющегося частью меню приёмного устройства) и управлением навигацией по содержимому с помощью традиционного ИК пульта
- Управление распространением сформированных пакетов цифровых теле- и радиопрограмм при вещании на несколько регионов или территорий (в том числе и вещание индивидуальных программ для зрителя – видео по запросу)
- Организация управления автоматизированной системой вещания региональных программных блоков (рекламы, местных новостей, сводок погоды и так далее)
- Организация телевизионного электронного голосования и удалённого измерения телевизионной аудитории
- Дистанционное обновление программного обеспечения средств цифрового приёма
- Ограничение доступа к платным телеканалам или авторизация субсидированных ресиверов цифрового телевидения (приставок) посредством системы условного доступа

## Примеры использования ПАСУ в мире
Цифровое эфирное телевещание в Италии использует систему MHP в качестве платформы для реализации функций электронного правительства.
Японская система цифрового наземного телевещания ISDB-T использует централизованную ПАСУ для управления системой условного доступа (BCAS), распределения региональных цифровых вещательных потоков и вещания электронного программного гида.